# Zwemkrabben
De zwemkrabben (Portunidae) is een familie uit de infraorde krabben (Brachyura).

## Kenmerken
Deze dieren hebben een kort achterlijf, dat onder het lichaam is gevouwen. Ze bezitten een brede, afgeplatte schaal met een ingekeepte schaalrand. Met de peddelvormige achterpoten kunnen ze goed zwemmen.

## Systematiek
De familie van de zwemkrabben omvat volgende onderfamilies en één niet toegewezen geslacht:
- Caphyrinae Paul’son, 1875
- Carupinae Paul’son, 1875
- Lupocyclinae Paul’son, 1875
- Podophthalminae Dana, 1851
- Portuninae Rafinesque, 1815
- Thalamitinae Paul’son, 1875

Niet aan een onderfamilies toegewezen geslacht:
- Enoplonotus  †  A. Milne-Edwards, 1860